# 183 Istria
A 183 Istria a Naprendszer kisbolygóövében található aszteroida. Johann Palisa fedezte fel 1878. február 8-án.